# Jarosław Kuc
Jarosław Kuc (ur. 23 lutego 1978) – polski hokeista. 

## Kariera
- Olimpia (1996-1997)
- KKH Katowice (1997-1998)
- KTH Krynica (1998-1999)
- GKS Tychy (2000-2001)
- Zagłębie Sosnowiec (2001-2003)
- GKS Tychy (2003-2007)
- Cracovia (2007-2008)
- Zagłębie Sosnowiec (2008-2013)
- Naprzód Janów (2013)
- Warsaw Capitals (2013-2015)
- Zagłębie Sosnowiec (2015)

Absolwent NLO SMS PZHL Sosnowiec z 1997. Wieloletni zawodnik Zagłębia Sosnowiec. W połowie 2015 wznowił karierę w macierzystym klubie.
Został reprezentantem Polski kadr: do lat 18 (wystąpił na turniejach mistrzostw Europy juniorów w 1995, 1996), do lat 20 (wystąpił na turnieju mistrzostw świata juniorów Grupy B w 1997). Został także kadrowiczem reprezentacji Polski seniorów
W trakcie kariery określany pseudonimem Koniu.

## Sukcesy
Klubowe
- Brązowy medal mistrzostw Polski: 1998 z KKH Katowice, 2004 z GKS Tychy
- Srebrny medal mistrzostw Polski: 1999 z KTH Krynica, 2006, 2007 z GKS Tychy
- Złoty medal mistrzostw Polski: 2005 z GKS Tychy, 2008 z Cracovią
- Puchar Polski: 2001, 2006 z GKS Tychy

Indywidualne
- Mistrzostwa Europy juniorów do lat 18 w hokeju na lodzie 1996#Grupa B: najlepszy obrońca turnieju[5]